# 东海县
东海县是中国江苏省下辖县，现由连云港市代管。区域总面积为2037平方公里，东海县是全国首批沿海对外开放县，全国县域经济百强县，全国农村综合实力百强县，水晶储量丰富，有“水晶之都”之称。縣人民政府駐牛山街道府苑路。

## 地名由来
清道光《云台新志》卷2载：“明高登龙《云台山图序》云，余郡隶有海州，滨于海之东，因曰东海。”

## 行政区划
东海县下辖2个街道办事处、11个镇、6个乡：
牛山街道、石榴街道、白塔埠镇、黄川镇、石梁河镇、青湖镇、温泉镇、双店镇、桃林镇、洪庄镇、安峰镇、房山镇、平明镇、驼峰乡、李埝乡、山左口镇、石湖乡、曲阳镇、张湾乡和江苏东海经济开发区。

## 人口
2015年末全县人口122.84万人。男性63.98万人，占总人口的52.1%；女性58.86万人，占总人口的47.9%。民族以汉族为主，约占人口99.8%，其他民族有回族等。人口为124.62萬人(2018)。
根據第七次全国人口普查數據，截至2020年11月1日零時，東海縣常住人口為1047357人。

## 地理

### 位置
東海縣，隸屬於江蘇省連雲港市，位於江蘇省東北部，北與山東省臨沭縣交界，南與沭陽縣為鄰，西與新沂市相連，東與連雲港市海州區接壤，西北達馬陵山與山東省郯城縣分界，東北沿新沭河與連雲港市贛榆區相望。

### 地形地貌
地属黄淮海平原东南边缘的平原岗岭地，地形东西长、南北短，东西最大距离70公里、南北最大距离54公里。地势西高东低，中西部平原丘陵起伏连绵，东部地势平坦。地势西高东低，在海拔2.3～125米之间。

### 水文
境内河流均属沂、沭河下游水系，拥有新沭河、淮沭新河、蔷薇河、鲁兰河、石安河、龙梁河等16条干支河流。拥有大中小型水库63座，总库容为8.9亿立方米，是远近闻名的“百庫之县”。石梁河水库和安峰山水库分别为江苏省第一和第四大水库。

### 氣候
属温带湿润季风气候，日照充足，雨热同季，四季分明。年平均日照时数为2300小时，年平均降水量913毫米，常年无霜期225天。气候特点是：高温少雨寡日照,且雨水分布不均,形成夏季涝、春秋冬季两头旱的特点。雾霾天气较多，造成光照不足。秋冬季降水少，墒情较差，部分田块三麦出苗不齐或劣苗较多。

## 经济
2016年，东海县地区生产总值433亿元，比上年增长8.3%；人均地区生产总值为44871元，增长7.7%。全县居民年人均可支配收入20128元，其中城镇居民年人均可支配收入27391元，农村居民年人均可支配收入14487元。2013年，东海县被省认定建成全面小康社会。
东海县迄今已發現各種礦藏37種，其中水晶、石英、金紅石、蛇紋石、白雲石等29種非金屬礦藏具有工業開採價值；水晶销量占全国90%，水晶总储量约30万吨，石英储量3亿吨，储量、质量均居全国之首。水晶从业人员近25万人，拥有水晶加工企业3000多家，年产3000万件水晶首饰、500万件水晶工艺品。自1991至2017年，东海县已举办了14届国际水晶节。
GDP為494.42億元(2018)，人均GDP為50,916元(2018)。

## 交通
- 连云港白塔埠机场坐落县境内。
- 高铁-东海站，联通南北，交通便利
- 连徐客运专线：东海站。
- 陇海铁路：曹浦站(连云港白塔埠机场)，东海县站
- 连霍高速贯穿全县， 310国道， 245省道
- 323省道、 236省道交织成网。
- 内河航运连接长江、京杭大运河，可抵苏杭等地。

## 旅游
境内拥有大贤庄旧石器文化遗址（5万年前的人类活动遗存）、温泉尹湾汉墓群、房山摩崖石刻、曲阳汉代古城遗址等古址古迹。拥有东海国际水晶珠宝城、东海羽泉景区、东海水晶博物馆和西双湖风景区四个国家4A级景区。西双湖风景区是国家级湿地公园，栽植百合200余种、200多万株。

## 历史
东海县夏、商时属徐州，西周时属青州，春秋时属鲁国东境的郯子国，战国时易为楚地。县域有明确行政建制始于秦代。始皇二十六年（前221年）秦置郡县，境 属东海郡朐县，先属薛郡，后属郯郡。 三国时魏改东海郡为东海国，朐县属东海国。至晋，朐县仍属东海郡。南北朝时期，改朐县为朐山县，属朐山 郡。隋初，废朐山郡置海州，朐山县属海州。不久，复改海州为东海郡。唐武德元年，改东海郡为海州。元初，海州升为海州路，后改为海宁府，不久又降为州，朐山县属海宁州。明初，海宁州仍为海州，隶淮安府。由秦至明初，境内曾属朐县、朐山县、曲阳县、东安县、即邱县、招远县、龙苴县等。清初，海州为直隶州。现东海县境域明清两朝未设县，为海州地。民国元年（1912年），改海州直隶州 为东海县，县治设于海州。1948年11月，全境解放。
1950年5月，与新海连市合并为新海县，同年12月又分置，县治东石榴树村，隶属山东省 临沂专区。1953年1月，改属江苏省徐州专区；10月，复移县治于海州。1957年11月，县治由海州迁牛山镇。1983年3月，由徐州专区划属连云港市至今。

## 方言
南部属于江淮官话洪巢片淮东话，与连云港市区、沭阳县、灌云县相近，北部属于中原官话徐淮片，县城为两种方言过渡区。